# 라발레트 파산 사건
라발레트 파산 사건(bankruptcy of La Vallette)은 18세기 중남미에서 가톨릭 교회 수도회인 예수회가 운영하던 아시엔다가 파산하여 프랑스 파리의 은행가들이 대거 파산한 사건을 말한다. 이 사건으로 인해 예수회는 프랑스에서 불법 조직으로 낙인 찍히고 사제들은 모두 추방당한다.

## 개요
중남미에서 활동하던 예수회 선교단의 책임자였던 앙투안 라 발레(Antoine La Vallette)는 아프리카에서 잡아온 흑인 노예 노동력을 이용하여 아시엔다를 차려 엄청난 부를 차지했다. 당시 사탕수수는 설탕의 원료로 정제하여 원당을 유럽에 내다 팔면 엄청난 이득을 남길 수 있었다. 라발레트는 이렇게 벌어들인 돈으로 근처의 땅을 조금씩 조금씩 죄다 사들여 농장 규모를 계속해서 넓혀나갔다. 그렇게 아시엔다를 대형화 하기 위해 또 많은 돈이 필요해지자 라발레트는 유럽 내 금융가들과 어음거래를 시작했다. 먼저 돈을 빌려 땅을 산 후 설탕 원당을 보내 대금을 갚는 형태로 거래를 한 것이다.
처음에 예수회의 사업은 순조로웠는데 나중에 카리브해에서 활약하던 영국의 사략선에 의해 설탕 수송선이 털리면서 사업은 찬바람을 맞게된다. 돈을 갚기로 한날 설탕 수송선이 도착하지 않자 유럽 내 라발레트에게 돈을 빌려준 금융가들이 파산해 버린 것이다. 돈을 받지 못한 이들 금융가들이 파산하게 되자 이들은 프랑스 법원에 예수회 본부를 상대로 소송을 제기했다.

## 사건의 영향
예수회 구성원들의 위험한 행동은 라발레트의 사건이 있기 수 년 전에도 있었다.
1757년 1월 5일에 데미안(Damiens, 예수회 신도로서 국왕의 살해혐의를 받음)이 루이 15세를 습격한 사건,
1758년 9월 3일 포르투갈의 국왕을 공격한 사건은 예수회의 소행으로 비난 받았다. 이런 예수회가 저지른 사건으로 유럽에서는 예수회를 위험스런 조직으로 인식하던 차에 라발레트 파산 사건이 터진다.
파산한 채권자들은 마르세이유와 파리의 민사법정(the commercial courts)에 예수회를 고발하였다.
파리의 고등법원은 1761년 5월 8일 자 판결을 통하여 “프랑스 본토에 있는 예수회 원장들과 교단은 현금으로 모두 1,502,276 리브르를 지불하고 리옹시 형제들과 채권자들에게 소송경비로 5만 리브르를 지불하도록 선고하였다.
로마에 있는 예수회 수장인 리치(Ricci)는 1761년 5월에 파리 고등법원의 판결을 비난하는 한편, 부채를 갚으려는 노력도 병행하였다. 하지만 라발레트
의 부채를 해결하는 것은 더 어렵게 되었다. 1756년 파산 선언 당시 240만리브르로 추정되던 변제액은 5년 만에 크게 증가했기 때문이었다.
채권자의 수는135명(전체채권자1,555명의0.9%)에 불과했지만, 그액수는620만리브르(프랑스 예수회 전체 부채액의 67%)나 되었다.
1762년에 접어들어 파리고등법원은 예수회의 자산을처분할 준비를 하였다. 4월 23일에는 리옹시 형제에게 예수회로부터 자산을 찾아 이를 매각-상환하는 임무를 맡을 채권단을 조직하도록 하고,5월에는 채권단의 이사들을 구성하도록 하였다.
또 프랑스 의회에서는 사건의 실태조사를 벌여 예수회의 불법 사례들을 하나하나 밝혀 내고 예수회 회원의 저서 24권을 압수해 이 조직 자체가 국가에 위해를 끼칠 수 있다고 판단해 불법으로 공포한다. 결국 이 사건으로 예수회의 정체를 알게 된 프랑스는 예수회를 추방시킨다.

## 프랑스 법원의 영장
1762년 4월 6일 프랑스 법원은 예수회에 대해 다음과 같은 영장을 발부했다.
"위 단체는 문명국가에서 도저히 용납할 수 없는 단체이다. 그것은 위 단체의 본질이 종교적으로나 세속적으로나 모든 권위에 적대적이기 때문이다. 위 단체는 종교라는 가면을 쓰고, 복음 완성이라는 진정한 목적을 외면하고 부정하며, 은밀하고 사악한 온갖 수단을 동원하여 권력을 추구해온 단체이다. ... 그리스도의 정신을 모독하고 시민사회에 유해하며 국민의 권리와 왕권을 무시했고 통치 질서를 위협하였고 국가적 소요를 조장하였으며 종교적이며 기본적인 모든 윤리를 파괴한 조직으로서 그들 가슴 속에는 극악한 부패를 담고 있다."

## 가톨릭 교회측의 주장
가톨릭 교회는 라발레트 파산 사건을 앙투안 라 발레 한 사람의 개인 일탈행위로 치부하고 있다.
오말리 교수(John W. O'Malley)의 《The Jesuits : Cultures, Sciences,and the Arts》(v.2)에는 라발레트 사건이 오직 주인공의 개인적인 실수 때문에 발생한 것이며, 루이 15세가 예수회의 해체에 반대하는 데에도 불구하고 얀센주의자들로 구성원이 채워진 파리 고등법원이 그를 압박했다고 주장했다.
그러나 라발레트가 서인도제도의 프랑스령 식민지에 건설된 모든 예수회 선교단들을 지휘하는 최고위 성직자였으므로, 그는 예수회와 깊은 관계를 유지하고 있었음이 분명하다. 정동준 교수는 무엇보다도 위 책의 오말리 교수, 그리고 그와 함께 저술에 참여했던 해리스(Steven J. Harris) 교수는 모두 예수회 소속 대학이나 연구소에 근무하고 있어 이들의 주장은 설득력이 없다고 밝혔다.